# Дом Генриха Зауэрмана
Дом Генриха Зауэрмана (нем. Heinrich-Sauermann-Haus) — музейное здание во Фленсбурге (Шлезвиг-Гольштейн, Германия), построенное в начале XX века для муниципального музея декоративно-прикладного искусства. Памятник культуры Фленсбурга, назван в честь уроженца Фленсбурга немецкого шорника, мебельщика и бывшего директора музея Генриха Зауэрмана. Входит в комплекс Музей Фленсбурга («Музейная гора»).

## История

### Основание
Здание музея было построено в 1900—1903 годах на Ратхаусштрассе, в парковой зоне на восточной окраине парка Кристиансена, в непосредственной близости от дома Ганса Кристиансена, построенного незадолго до него. Здание предназначалось для размещения коллекции декоративно-прикладного искусства, основанной Генрихом Зауэрманном в 1876 году. Здание, похожее на замок, было построено по плану секретного строительного офицера Карла Мюльке из Шлезвига в стиле северного Возрождения и имеет определённое сходство с замком Фредериксборг. Мюльке использовал план этажа архитектурной фирмы Schulz & Schlichting 1891 года для своего планирования.

### Дизайн фасада
Считается, что Генрих Зауэрманн сыграл важную роль в многогранном дизайне фасада здания. Элементами этого фасада являются, например, герб Фленсбурга над главным входом, надпись над средним входом на задней стороне «Work staelt — Art Animation», солнечные часы на южной стороне здания, голова нордического дракона и немецкий имперский орёл на западной стороне здания.

## Музей
Музей был открыт в 1903 году, Генрих Зауэрманн стал его первым директором и оставался им до своей смерти в 1904 году. Школа краснодеревщиков и резчиков Зауэрмана, по-видимому, также переехала в здание. В 1905 году начались работы по парадной лестнице, ведущей от Ратхаусштрассе к музею.
В 1933 году движение Немецкие христиане, группа, лояльная нацистам, получили большинство во всех важных церковных органах после фальсификации церковных выборов. В том же году, к 450-летию со дня рождения реформатора Мартина Лютера, на переднем дворе музея был посажен дуб Лютера. В то же время территория музея была названа в честь Мартина Лютера, поэтому отныне музей имел адрес Лютерплатц 1. Во времена нацизма музей назывался «Grenzlandmuseum».
В конце Второй мировой войны, в мае 1945 года, последнее правительство Рейха под руководством Карла Дёница обосновалось в четырёх километрах от города Фленсбург-Мюрвик. С 3 мая низшие чины, которые приехали во Фленсбург в ходе переезда правительства Рейха, расположились лагерем в Grenzlandmuseum. Вскоре после этого началась оккупация города и, таким образом, особый район Мюрвик стал последним анклавом нацистской Германии.
После Второй мировой войны экспозиция музея была переработана. Менее значимые экспонаты были размещены в хранилище музея. В 1984 году в гавани Фленсбурга был открыт Морской музей Фленсбурга, и впоследствии музей старого города часто назывался Старым музеем. В 1997 году Дом Ганса Кристиансена, служивший ранее школой, вошёл в созданный музейный комплекс Музейная гора. В том же году площадь «Лютерплац» была переименована в «Музеумберг». В свою очередь, город решил создать Парк Лютера недалеко от ратуши Фленсбурга. С тех пор дом Генриха Зауэрманна имел адрес Музеумберг 1. В 2001 году на первом этаже здания был открыт Музей естественной истории, который с тех пор также является частью музейный комплекс Музейная гора.

## Галерея

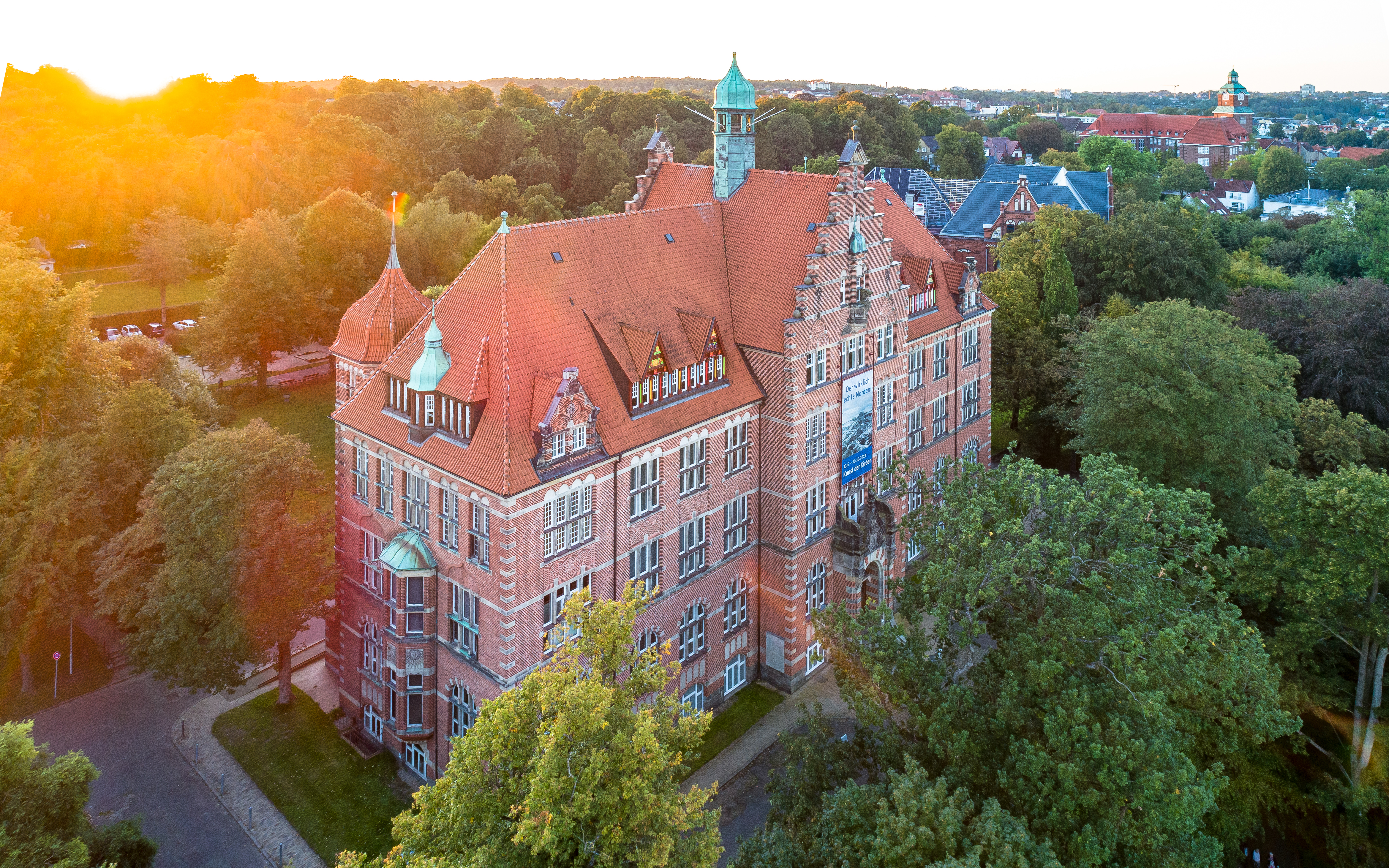
Дом Генриха Зауэрмана с крыши соседнего дома Ганса Кристиансена
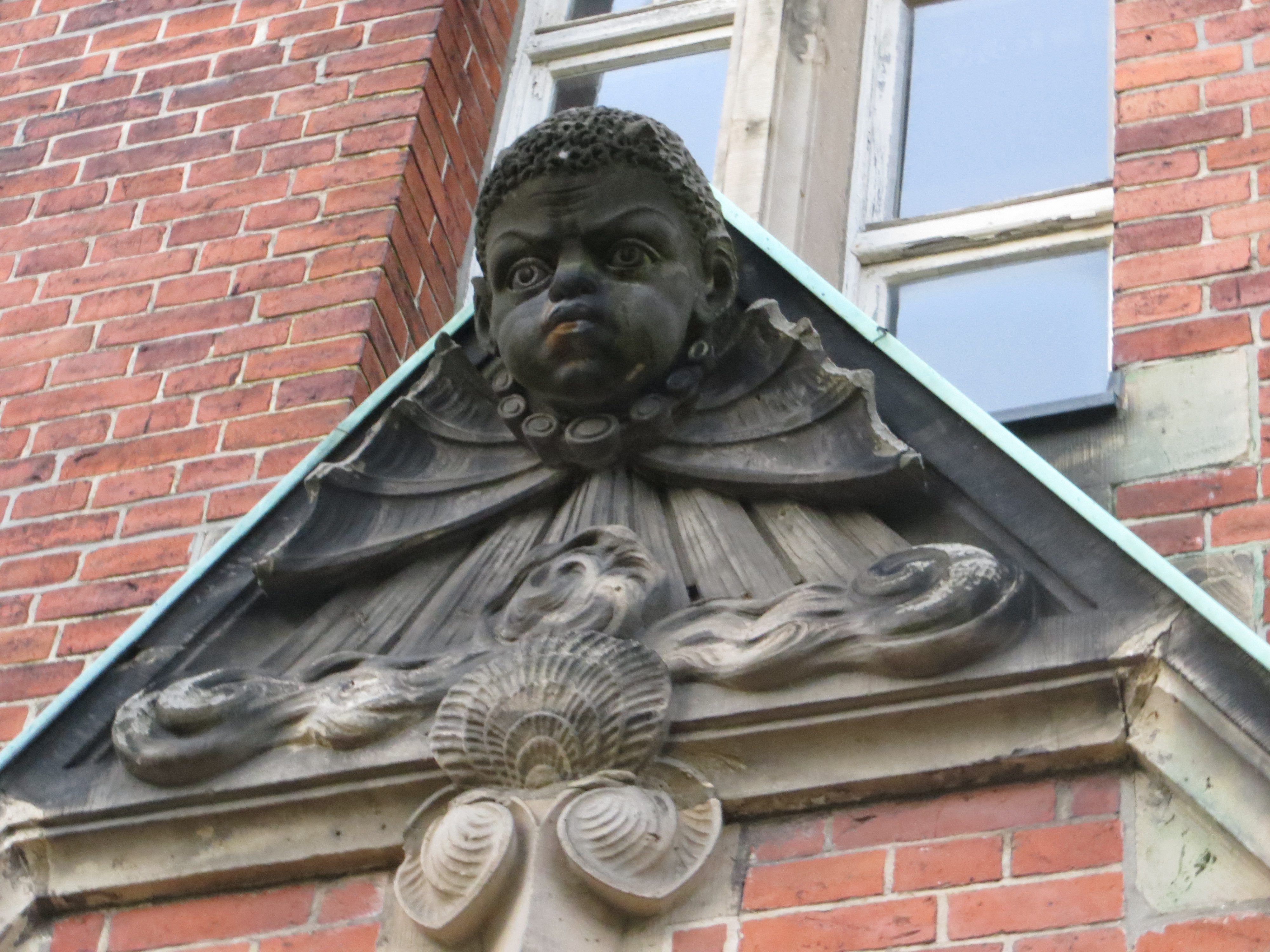
Декорация на фронтоне здания
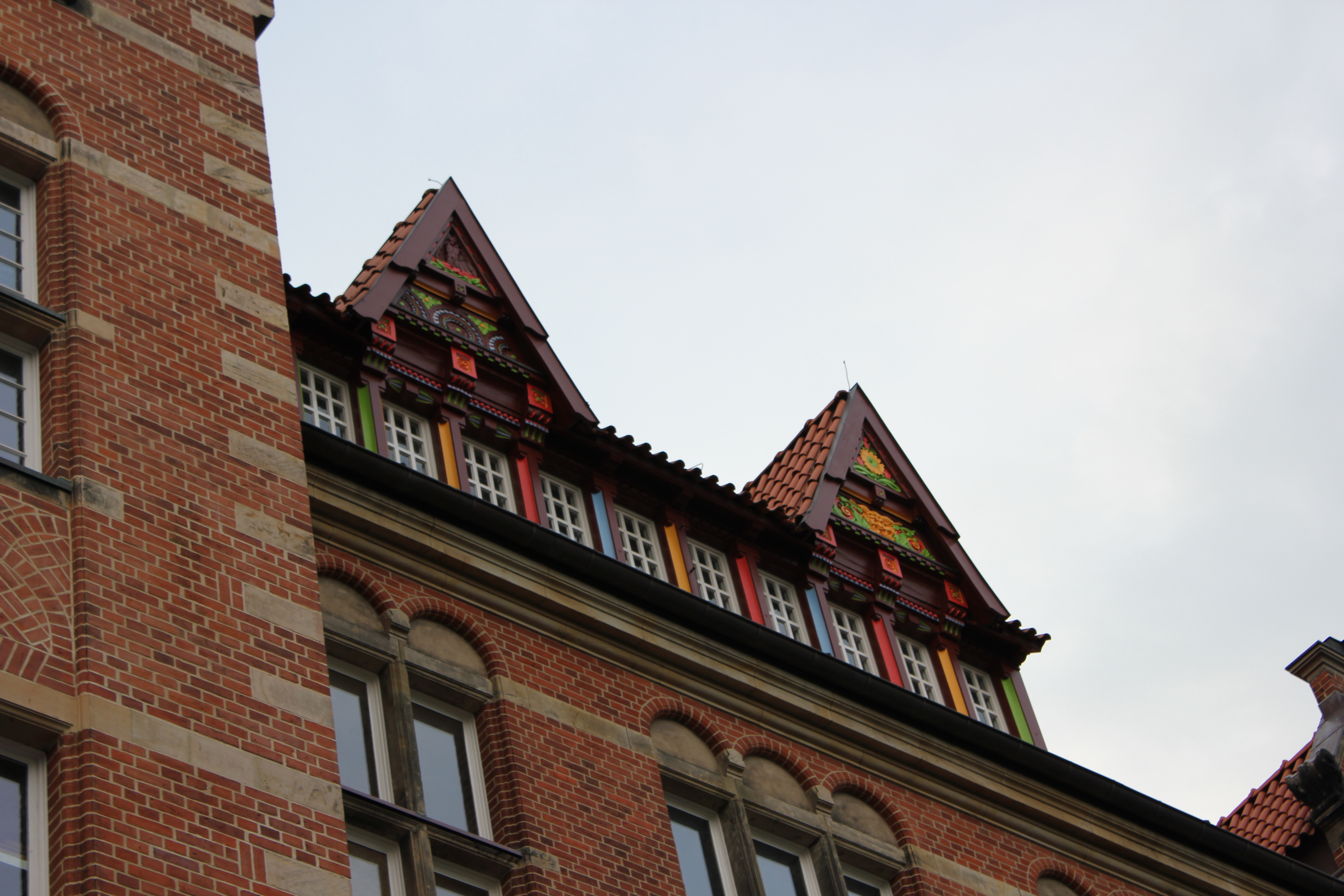
Украшенный фронтон дома
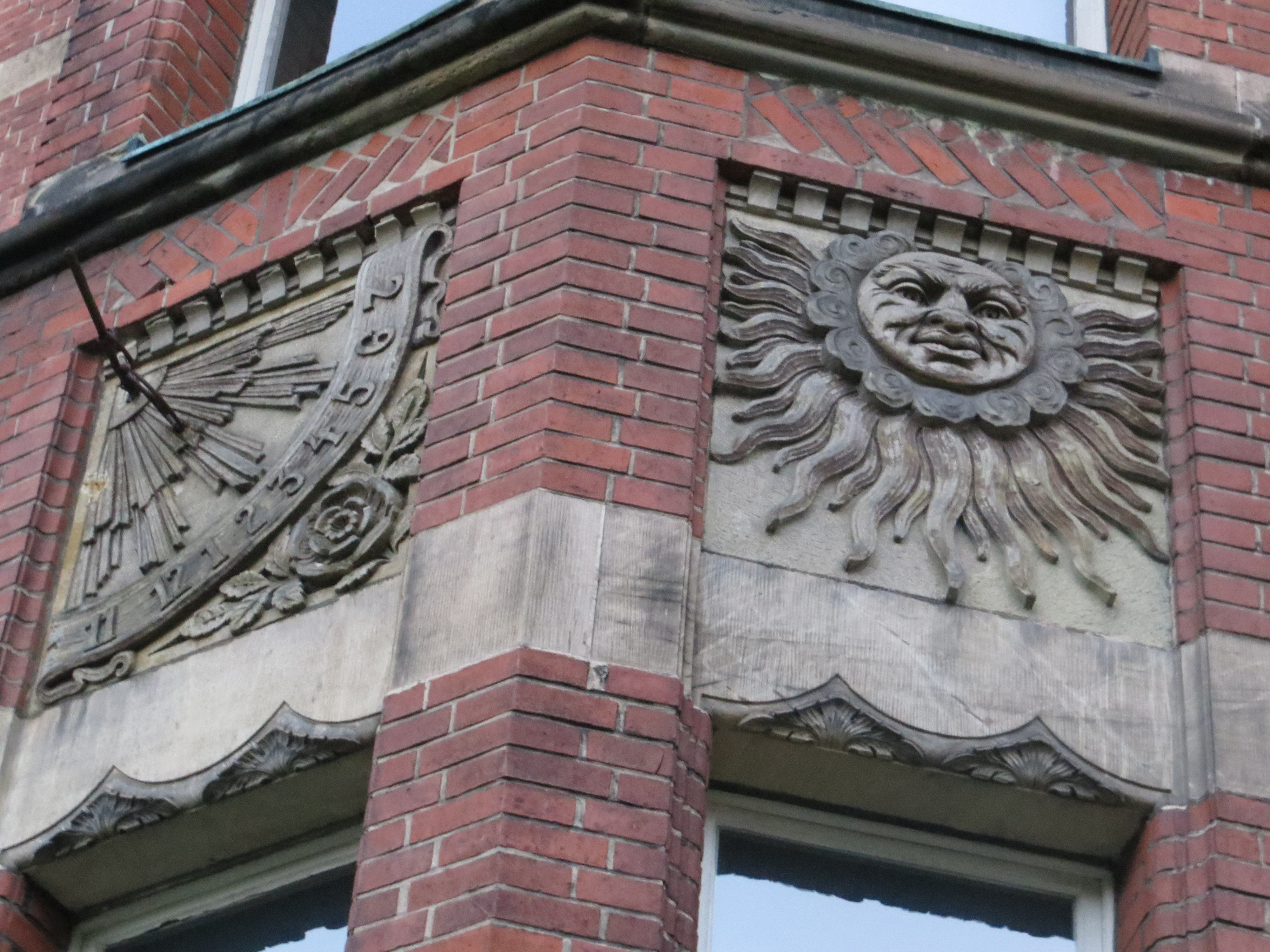
Солнечные часы на южной стороне здания